# Памятник Эдварду Кольстену
Статуя Эдварда Кольстона  (англ. Statue of Edward Colston) – сброшенный монумент, который находился в центре британского города Бристоль.

## Эдвард Кольстон
Эдвард Кольстон был купцом из Бристоля, который заработал часть своего состояния на работорговле (особенно между 1680 и 1692 годами). Он был активным членом Королевской африканской компании, которая за время его пребывания в этой должности перевезла примерно 84 000 рабов из Западной Африки на Карибы и в Америку. Сам Колстон использовал свое состояние для оказания финансовой поддержки богадельням, больницам, школам, работным домам и церквям по всей Англии, особенно в своем родном городе Бристоле; с 1710 по 1713 год он также представлял Бристольский избирательный округ как член парламента. После смерти половину своего состояния он оставил благотворительным организациям за что в XIX веке его вспоминали именно как филантропа.

## История скульптуры
Автор статуи — ирландский скульптор Джон Кэссиди, памятник был установлен в 1895 году. В 1977 году объекту был присвоен II класс.

## Протесты
Тот факт, что большая часть состояния Эдварда Кольстона была заработана на работорговле, в значительной степени игнорировался до 1990-х годов, однако в итоге была написана петиция в поддержку сноса статуи, которая собрала более 11 000 подписей.
7 июня 2020 года активисты движения Black Lives Matter сбросили статую во время демонстрации после убийства Джорджа Флойда в США. Затем протестующие утопили статую в Бристольской гавани.

## Извлечение и хранение
В 5 часов утра 11 июня 2020 года статуя была извлечена из Бристольской гавани городским советом Бристоля. Статуя была заполнена грязью и отложениями со дна гавани. Серьезный повреждений скульптура не имела, хотя и потеряла одну фалду, трость, а также небольшие повреждения левой стороны и ступни. Власти заявили, что очистили статую, чтобы предотвратить коррозию, но планируют выставить в музее, не удаляя граффити и веревки, наложенные на нее протестующими. Очищая статую от грязи, реставраторы обнаружили выпуск журнала Tit-Bits за 1895 год, в котором была написана дата 26 октября 1895 года и имена тех, кто первоначально установил статую.

## Резонанс
После свержения статуи Колстона аналогичный памятник Роберту Миллигану, работорговцу, который в значительной степени отвечал за строительство доков Вест-Индии, был снят властями после противодействия в восточном Лондоне со стороны совета Тауэр-Хамлетс 9 июня 2020 года. В тот же день мэр Лондона Садик Хан призвал удалить или переименовать лондонские статуи и названия улиц со ссылками на рабство и учредил Комиссию по разнообразию в общественной сфере для обзора достопримечательностей Лондона.